# Euthore inlactea
Euthore inlactea är en trollsländeart som beskrevs av Philip Powell Calvert 1909. Euthore inlactea ingår i släktet Euthore och familjen Polythoridae. Inga underarter finns listade i Catalogue of Life.